# Oedicodia strigipennis
Oedicodia strigipennis là một loài bướm đêm trong họ Noctuidae.